# جیک لیورمور
جیک لیورمور (به انگلیسی: Jake Livermore) بازیکن فوتبال زادهٔ ۱۴ نوامبر ۱۹۸۹ اهل انگلستان است که سابقهٔ بازی در تیم ملی فوتبال انگلستان را در کارنامهٔ خود دارد. وی در تاریخ ۱۵ اوت ۲۰۱۲ تنها بازی ملی خود را در مقابل تیم ملی فوتبال ایتالیا انجام داد.